# Рождённые жить
«Рождённые жить» (арм. Կոչված են ապրելու) — чёрно-белый советский художественный фильм 1960 года, снятый на киностудии «Арменфильм» режиссёром Лаэртом Вагаршяном. Этот фильм в своё время вызвал огромный интерес и зрителей и прессы. Пресса официальная, а тогда не официальной не было, активно не приняла фильм из-за якобы не выдержанной в нём по форме и содержанию нашей отечественной идеологии. Фильм был впервые показан на экране 6 июня 1961 года.
Фильм состоит из четырёх новелл. Новеллы, переплетаясь драматургией, сюжетами и действующими героями, создают единое целое. Это был фильм так не понравившийся прессе и киновластям тех смутных годов, что с тех пор его так и не показывают. В фильме снялись такие известные советские артисты кино, как Павел Луспекаев, Александр Бениаминов, Давид Малян, Гурген Тонунц и Роза Макагонова.

## Сюжет
Одна из новелл рассказывает историю двух братьев. Они оказались разлучёнными после резни армян, произошедшей в 1915 году. Один из братьев погибает во время Великой Отечественной войны, а второй оказывается за рубежом, за океаном. Оставшийся в живых брат приезжает в Армению, для того чтобы найти детей своего погибшего брата.

## В ролях
- Гурген Тонунц — Гурген Арамян
- Павел Луспекаев — Вазген Арамян
- Давид Малян — Петросян
- Роза Макагонова — Аня
- Александр Бениаминов — сумасшедший старик
- С.Маргарян — Вова
- Валентин Брылеев — Степан
- А.Бадалян — Маша
- Пётр Вескляров — Остап
- М.Блинова — Марфа
- Е.Агафонов — Костя
- Е.Муратова — Люба
- Данута Столярская — Наташа
- А.Соловьев — Дмитрий Петрович
- Ольга Лебзак — тётя Таня
- С.Давидян — Марчелло
- Ф.Яворский — Арнольд
- М.Белоусов — полковник
- Лев Барашков — Сашко
- Геннадий Юхтин — Гриша

## Съёмочная группа
- Авторы сценария: А. Агабабов, Л. Вагаршян и С. Ризаев
- Режиссёр-постановщик: Л. Вагаршян
- Режиссёры: А. Айрапетян и Г. Мушегян
- Оператор-постановщик: А. Джалалян
- Ассистенты оператора: Л. Атоянц и К. Месян
- Монтаж: Г. Милосердова
- Директор: Р. Сароян
- Композитор: Э. Оганесян
- Звукооператор: Э. Ванунц
- Художники-постановщики: Р. П. Бабаян и Г. Мекинян
- Художник по костюмам: Р. С. Бабаян
- Художники-гримёр: Х. Заалян

## Технические данные
- драма, 86 мин.
- Чёрно-белый, 2382 м
- Выход на экран — 6 июня 1961 года